# LessWrong
LessWrong, также пишется как Less Wrong — блог-сообщество и форум, ориентированный на обсуждение когнитивных искажений, философии, психологии, экономики, рациональности и искусственного интеллекта, наряду с другими темами.

## Цель
LessWrong способствует изменению образа жизни, которое, как полагают, приведет к увеличению рациональности и самосовершенствованию. Сообщения часто сфокусированы на избегании предвзятостей, связанных с принятием решений и оценкой доказательств. Одно из предложений — использование теоремы Байеса в качестве инструмента принятия решений. Существует также акцент на психологических барьерах, которые мешают верному принятию решений, в том числе страхе обработки и когнитивных искажениях, которые были изучены психологом Дэниелом Канеманом.

## История
LessWrong был разработан на базе Overcoming Bias (Преодоление Предубеждений), более раннего блога сообщества, фокусирующегося на человеческой рациональности, который был создан в ноябре 2006 теоретиком искусственного интеллекта Элиезером Юдковски и экономистом Робином Хансоном. В феврале 2009 сообщения Юдковского были использованы в качестве основного материала для создания блога сообщества LessWrong, и Overcoming Bias стал персональным блогом Хансона.

### Василиск Роко
В июле 2010 участник LessWrong Роко разместил следующий мысленный эксперимент на сайте: что если в будущем возникнет недоброжелательный искусственный интеллект, который захочет наказать тех, кто не выполняет его приказы? И что, если он накажет тех людей, которые в прошлом знали о возможности его появления, но не способствовали его созданию? Эта идея стала известной как «Василиск Роко» на основе идеи Роко, что гипотетическая система ИИ будет иметь стимул использовать шантаж. Юдковский удалил посты Роко по этой теме, назвав его «глупым». Обсуждение теории Роко было запрещено на LessWrong на несколько лет, прежде чем запрет был снят в октябре 2015.

## Пользователи
Большинство пользователей системы LessWrong идентифицируются как атеисты, консеквенциалисты, белые и мужского пола.
К LessWrong проявляет интерес неореакционное движение, создающее обсуждения на сайтах евгеники и эволюционной психологии. В ходе опроса 2014 года, 29 пользователей (1,9 % от опрошенных) идентифицировали себя как «неореакционер». Юдковский решительно отвергает неореакцию.

## LessWrong в России
На основе блога LessWrong выросло русскоязычное сообщество рационалистов, которое переводит оригинальные англоязычные публикации LessWrong на русский язык. В некоторых городах проходят встречи сообщества.